# Lothar Kallmeyer

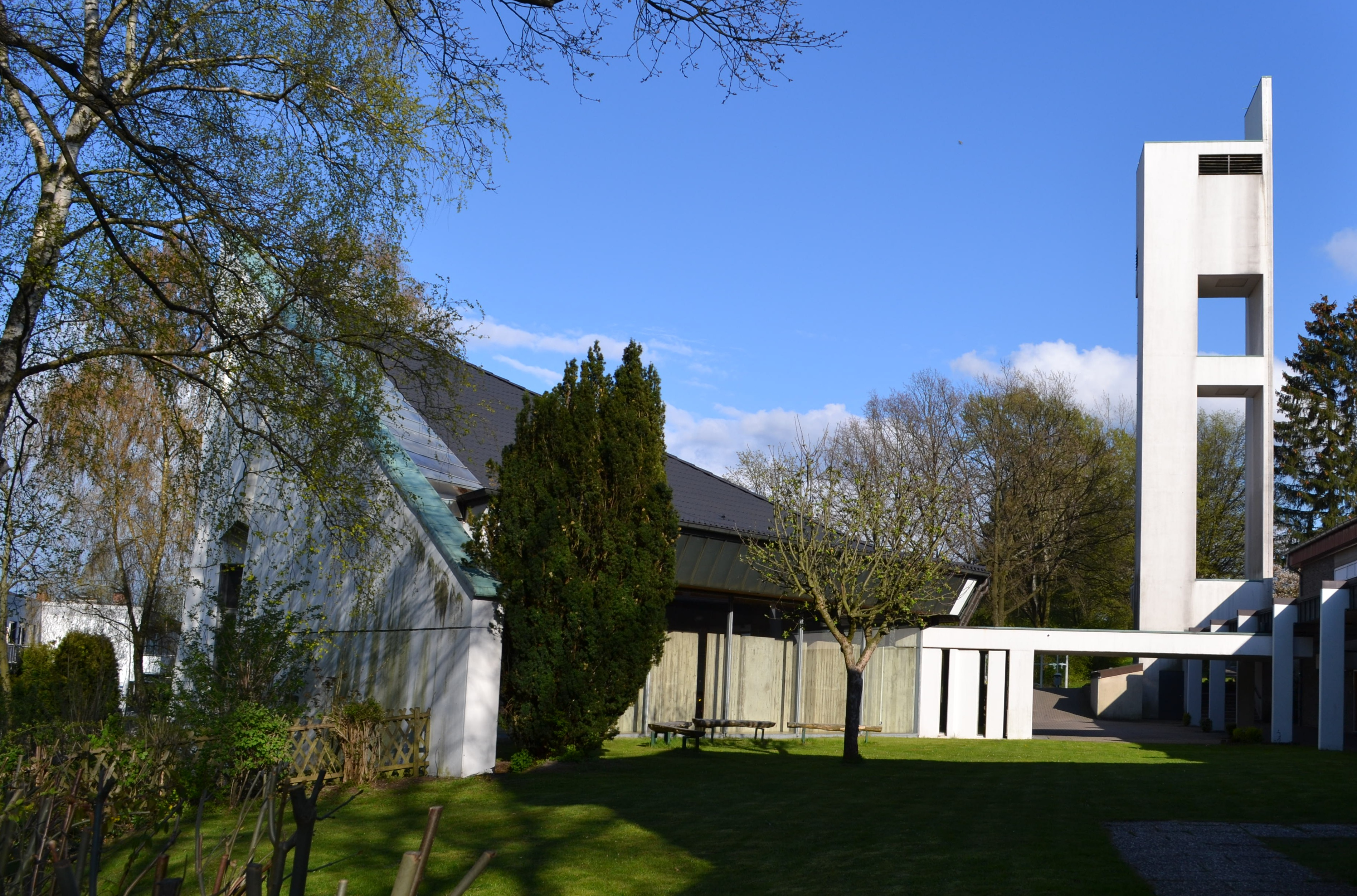
Versöhnungskirche in Detmold (1967)

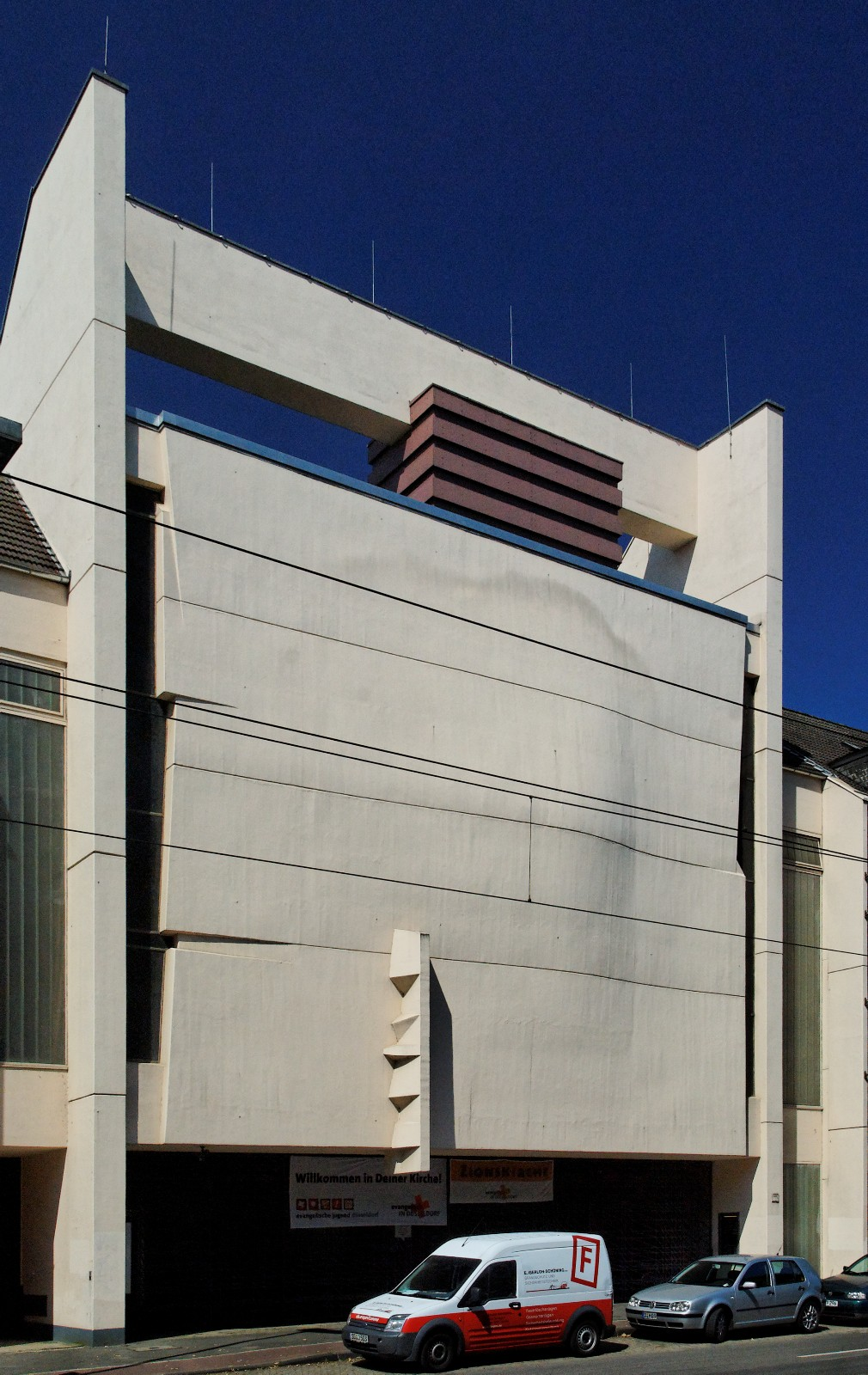
Zionskirche in Düsseldorf (1969)

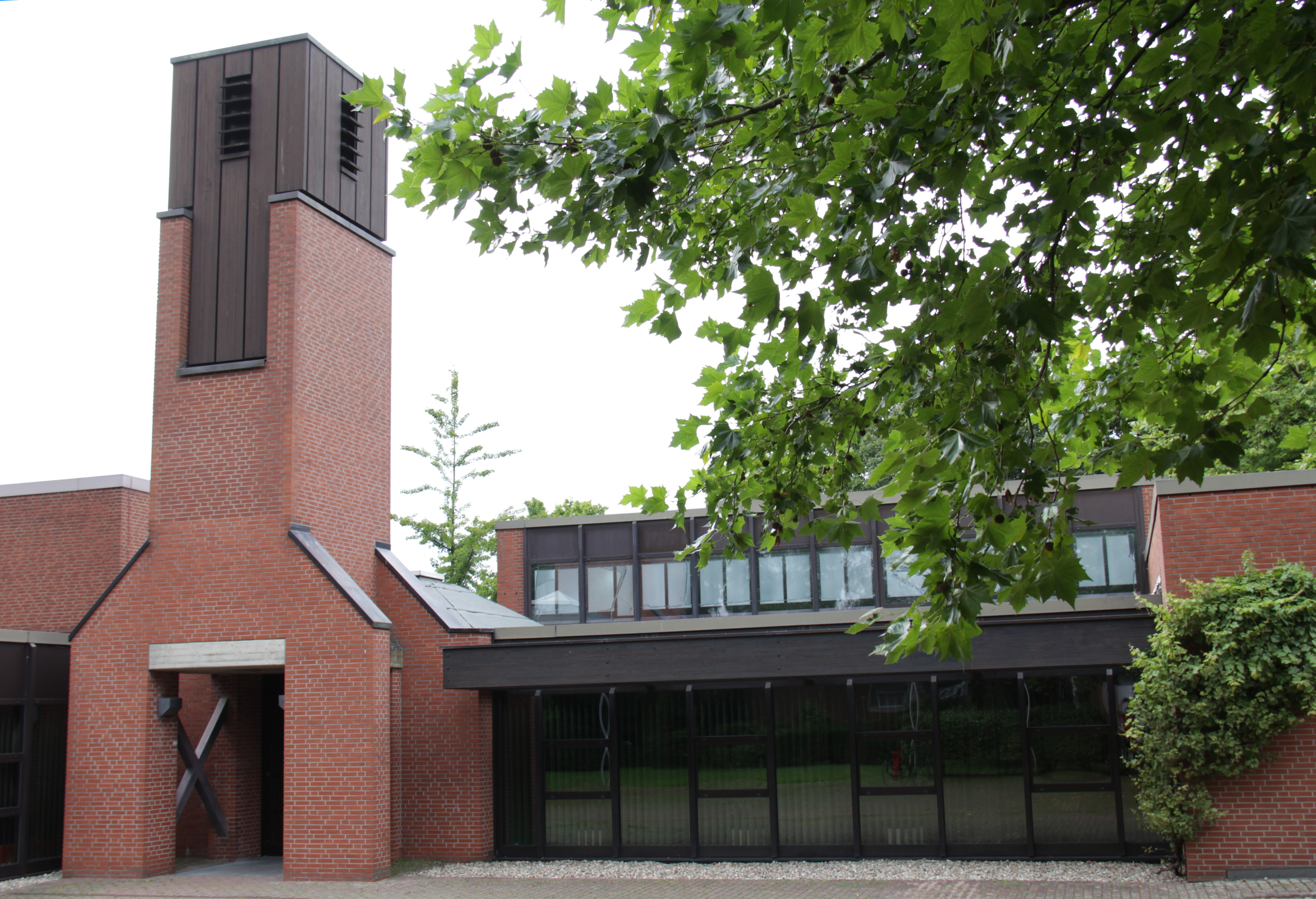
Andreaskirche in Münster-Coerde (1982)

Lothar Kallmeyer (* 19. Oktober 1924 in Königsberg, Ostpreußen; † 2. April 2019 in Münster) war ein deutscher Architekt, der vor allem im Bereich des evangelischen Sakralbaus bekannt wurde.

## Leben
Lothar Kallmeyer wurde am 19. Oktober 1924 als Sohn des freischaffenden Kunstmalers Hans Kallmeyer (1892–1961) und dessen Ehefrau Toni Kallmeyer geb. Remky (1896–1989) in Königsberg geboren. Er studierte nach dem Zweiten Weltkrieg an der Technischen Hochschule Karlsruhe, wo er durch seinen Lehrer Egon Eiermann geprägt wurde. Nach einem Aufenthalt (1952/53) an der Architectural Association in London war Kallmeyer von 1954 bis 1974 als freier Architekt in Duisburg tätig. Ab 1974 arbeitete er mit seinem Büropartner Wolfgang Herbst zusammen. Er wirkte u. a. als Gastprofessor in den USA (u. a. 1960 Associate Professor an der Clemson University S. C.), als beratender Architekt am Marburger Kirchbauinstitut und als Professor für Baukonstruktion in Münster.
Seit den ausgehenden 1950er-Jahren war Kallmeyer im Schulbau tätig, z. B. in Duisburg und Oberhausen. Ab den 1960er-Jahren machte er sich durch evangelische Kirchen und Gemeindezentren einen Namen. Neben Neubauten wie der Versöhnungskirche in Detmold (1967), der Zionskirche in Düsseldorf (1969) und dem Gemeindezentrum in Münster-Coerde (1982) gilt der Kirchenneubau von Neu Eben-Ezer (1993) als sein Hauptwerk.

„Für geistig behinderte Menschen und ihr Lernen sind Elemente haptischer Wahrnehmung besonders wichtig. Der Bau des gemeindlich-kirchlichen Zentrums musste deshalb allein durch das Begehen der Räume intensive Sinneswahrnehmungen ermöglichen. Dem Gesichtsinn und dem Tastsinn mussten vor allem Anreize gegeben werden, aber auch dem Gehör. (...) Der Raumeindruck ist nach Jahren der Gewöhnung und sehr intensiven Nutzung immer noch wie am Anfang bei der Einweihung. Er vermittelt so etwas wie „Transzendenz“. Das gilt auch bei „profanem“ Gebrauch des Raumes, etwa bei größeren Festen, Konferenzen, Konzerten. Behinderte Menschen empfinden das, wie sie immer wieder zum Ausdruck bringen, genauso wie sogenannte Nicht-Behinderte.“

Kallmeyer war tätig im Vorstand des Deutschen Werkbunds NW, im Deutschen Evangelischen Kirchbautag und in der Redaktion der Fachzeitschrift Kunst und Kirche.

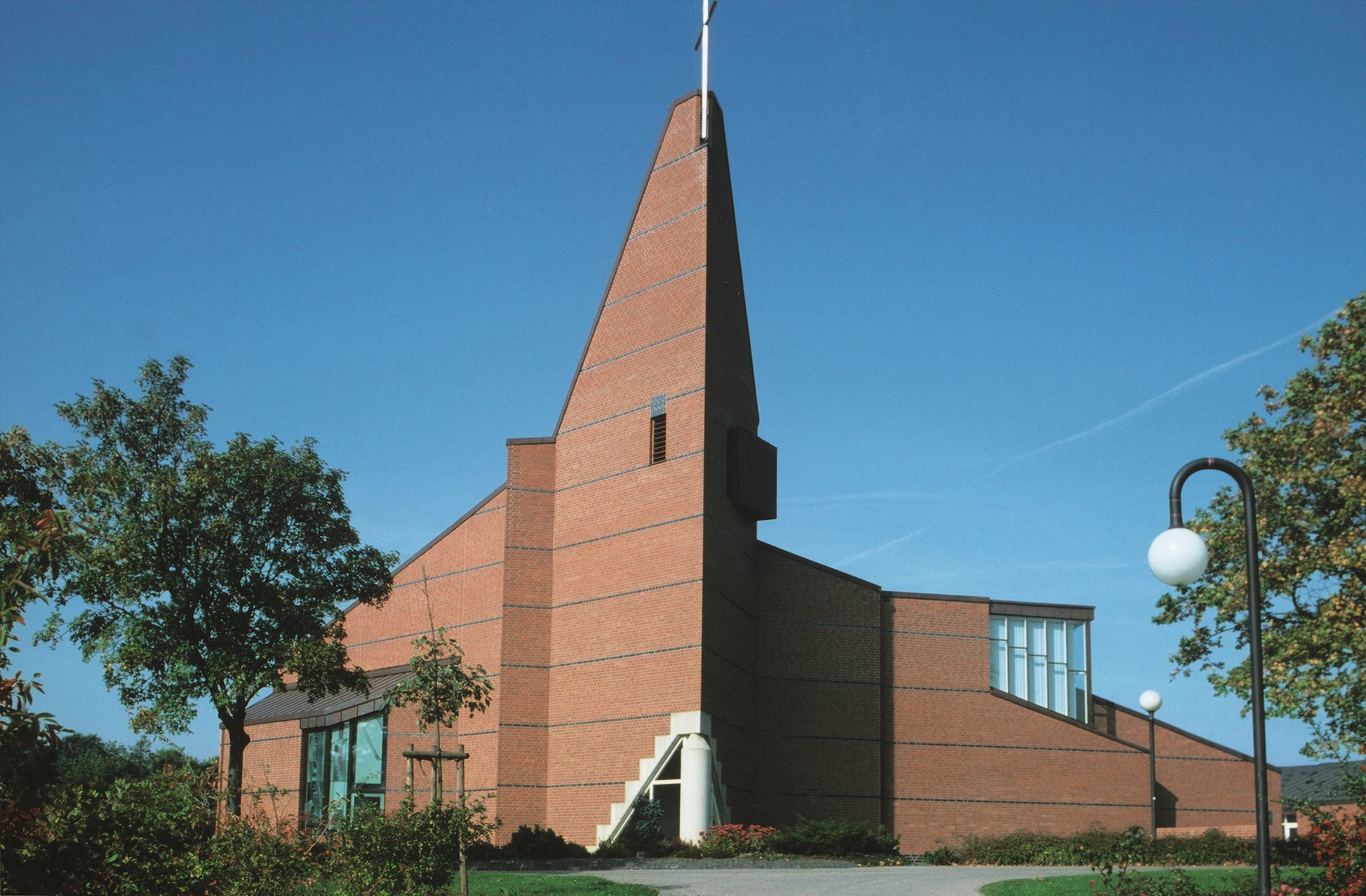
Kirchengebäude Eben Ezer 1993

## Werk
Kirchen und Gemeindezentren
- 1967: Versöhnungskirche in Detmold
- 1969: Zionskirche in Düsseldorf
- 1971: Ev. Kirche, Wintgensstraße in Duisburg (heute: Kolumbarium)
- 1975: Kreuzkirche in Meerbusch
- 1982: Ev. Andreaskirche in Münster-Coerde
- 1993: Kirchliches Zentrum, Stiftung Eben-Ezer, Volkeningweg 2–4 in Lemgo

## Schriften
- Lothar Kallmeyer: Euphorie, Resignation und neues Leben. Beiträge zum Kirchenbau. 2002.

## Weblinks

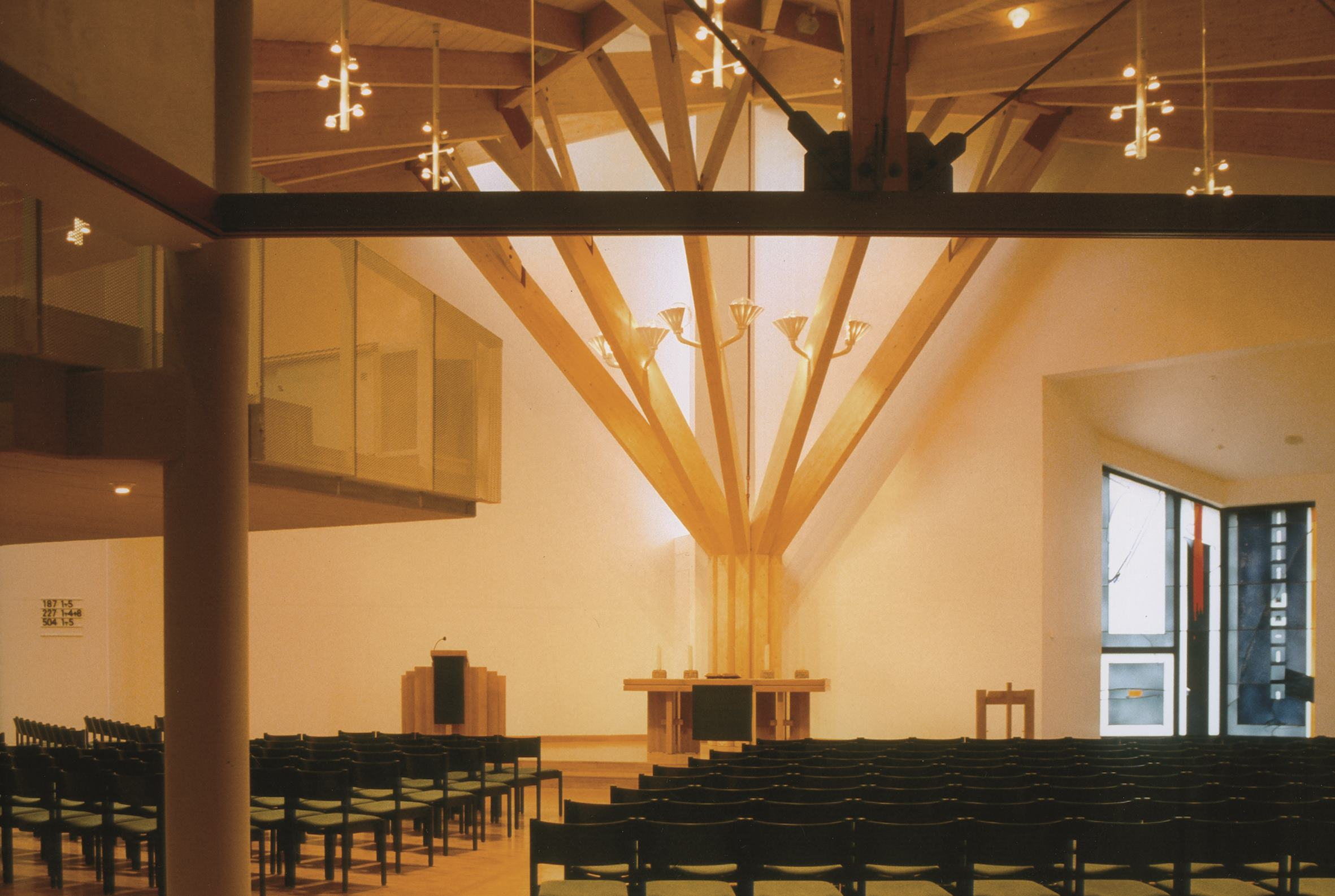
Eben Ezer Innenansicht